# Tokyo Revengers
Tokyo Revengers (東京卍リベンジャーズ Tōkyō manji ribenjāzu?) es una serie de manga escrita e ilustrada por Ken Wakui, publicada en el semanario Shūkan Shōnen Magazine de Kōdansha desde marzo de 2017. Una adaptación a película de acción en vivo fue lanzada en Japón en julio de 2021. En septiembre de 2021, el manga tenía más de 40 millones de copias en circulación. El manga ganó el 44° premio Kōdansha Manga Shō para la categoría shōnen en 2020. Una adaptación al anime producida por Liden Films fue estrenada el 10 de abril de 2021, el 7 de enero de 2023 fue estrenado el arco Seiya Kessen-hen de esta serie en Disney+ y en Latinoamérica en Star+. El arco Tenjiku-hen se estrenó en Japón el 4 de octubre de 2023.El doblaje de Latinoamérica de Seiya Kessen-hen y Tenjiku-hen, actualmente se encuentran disponibles en Disney+. 
Dentro de la historia, hay un uso frecuente de «desarrollo de personaje» a través de muertes, por lo que en unas tantas escenas son representadas la frustración, la depresión y la desesperación contando éstas como indicaciones de que la franquicia tiene cierta psicología y el anime tiene una trama un tanto tétrica. 

## Sinopsis
Takemichi Hanagaki, un joven de 26 años sin grandes objetivos en su vida, descubre un día que su exnovia de la adolescencia, Hinata Tachibana, así como su hermano menor Naoto, son asesinados por la Tokyo Manji. Cuando Takemichi es empujado hacia las vías de un tren, viaja en el tiempo hasta hace exactamente 12 años, en 2005. Takemichi regresa a sus años de secundaria, y después de revelarle a Naoto que Hinata va a morir, Takemichi es transportado repentinamente al presente, creando una paradoja temporal en la que Naoto sobrevive y ahora es un detective. Naoto deduce que Takemichi puede viajar 12 años al pasado cuando se toman de la mano, y usando sus nuevos conocimientos, Takemichi decide cambiar el futuro para salvar la vida de Hinata y sus amigos.

## Personajes
Nota: En este listado solo se albergarán a los personajes principales de la serie. Para los demás personajes véase el respectivo anexo.
Takemichi Hanagaki (花垣 武道 Hanagaki Takemichi?)
Es el capitán de la primera división de la Tokyo Manji, presidente de la 11° generación de los Black Dragon, miembro de los Brahman y fundador de la 2° generación de la Tokyo Manji Gang. Antes del salto en el tiempo, era un empleado a tiempo parcial que vivía en un sucio apartamento y pasaba sus días perdiendo el tiempo, pero un día su exnovia de la secundaria Hinata Tachibana y su hermano fueron asesinados por un miembro de la Tokyo Manji. Su habilidad de lucha solía ser mediocre, y era el integrante más débil de la Tokyo Manji, pero a medida que regresaba al pasado, comenzó a desarrollar fuerza mental con tal de salvar el futuro de sus amigos más cercanos. Crece hasta el punto en que puede luchar con Taiju Shiba, y abrumar a Kiyomasa y Kisaki.
Manjiro Sano (佐野 万次郎 Sano Manjirō?) o Mikey (マイキー Maiki?)
Es el presidente y fundador de la Tokyo Manji y líder de Kanto Manji, así como de la organización criminal Bonten —en uno de los futuros—. Desde que era un niño, Mikey estuvo bajo el cuidado de su abuelo, quien era maestro en artes marciales. Como resultado, se sometió a un riguroso entrenamiento. Vivía con su abuelo y su hermano mayor en el dōjō del primero. En algún momento como estudiante de escuela primaria, Emma Sano fue a vivir con la familia Sano. Fue entonces cuando recibió el apodo de «Mikey» para que su hermana no se sintiera excluida con un nombre extranjero. Los dos finalmente formaron un vínculo de hermanos inseparable. Que las personas ajenas a ellos, podrían creer que son pareja. En quinto grado, Mikey conoció a Draken cuando este último lo llevó con unos matones más grandes que ellos para golpearlo. Mikey se interesa en Draken y acepta ir a conocer a esos chicos. Al reunirse con ellos, Mikey inmediatamente realiza una patada voladora en la cara del líder y rompe varios de sus dientes. Mikey entonces le pide a Draken que sean amigos. En el primer año de secundaria de Mikey, él y algunos amigos deciden formar una pandilla, nombrándola Tokyo Manji. Ahí recibe el apodo del «Invencible Mikey», siendo la persona carismática que todos conocen, y se dice que su fuerza de la lucha es una de las mejores.
Hinata Tachibana (橘 日向 Tachibana Hinata?)
Es la novia de Takemichi. Tiene experiencia en artes marciales, y asistía a esas clases de karate durante su segundo de secundaria. Antes del salto en el tiempo, en la época actual, estuvo involucrada en una pelea de la Tokyo Manji, muriendo en el acto con su hermano menor, Naoto Tachibana.
Naoto Tachibana (橘 直人 Tachibana Naoto?)
Es el hermano menor de Hinata Tachibana. En la era actual, antes del salto en el tiempo, murió al igual que Hinata. Sin embargo, Takemichi lo ayudó accidentalmente cuando durante el primer salto en el tiempo, y Takemichi le confesó que su hermana y él morirían el 1 de julio y que alguien lo mataría el 4 de julio. En ese momento, él creía en el ocultismo, por lo que logró ayudar a Takemichi. En el futuro, se convirtió en policía y luego de sobrevivir al accidente, le enseñó a Takemichi sobre la Tokyo Manji, y le pidió que Mikey y Kisaki no se conocieran en el pasado para evitar los acontecimientos que llevan a la muerte de su hermana.

## Contenido de la obra

### Manga
Escrito e ilustrado por Ken Wakui, Tokyo Revengers comenzó su serialización en la Shūkan Shōnen Magazine de Kōdansha el 1 de marzo de 2017. En mayo de 2021, se anunció que la serie entró en su arco final. Kōdansha ha recopilado sus capítulos individuales en volúmenes de tankōbon. El primer volumen se publicó el 17 de mayo de 2017. Al 17 de enero de 2023, se han publicado treinta y uno volúmenes. En América del Norte, Kōdansha USA inició el lanzamiento digital del manga en 2018. Seven Seas Entertainment lanzará el manga en una edición impresa ómnibus. Norma Editorial obtuvo la licencia en España y la publicó en formato ómnibus. El 14 de julio de 2021 la Editorial Ivrea de Argentina anunció la publicación del manga en formato Tankōbon. El 18 de octubre de 2021 la Editorial Panini de México anunció que se hará cargo de publicar mensualmente todos los volúmenes desde enero de 2022.
El 28 de octubre de 2021, se anunció un manga parodia derivado del original escrito e ilustrado por Shinpei Funatsu titulado Tōdai Revengers. Comenzó su serialización en la Magazine Pocket de Kōdansha el 3 de noviembre de 2021.
La historia está inspirada en la propia vida del autor Ken Wakui, el cual perteneció a una pandilla real llamada Black Emperor, la cual también utilizaba la manji 卍 (まんじ) como logo. El propio autor cuenta que su obra va de viajes en el tiempo puesto que él desconoce cómo funcionan las pandillas en la actualidad, y prefiere hablar de las de principios de los años dos mil.

#### Lista de volúmenes
| Volúmenes de manga publicados | Volúmenes de manga publicados | Volúmenes de manga publicados | Volúmenes de manga publicados | Volúmenes de manga publicados | Volúmenes de manga publicados | Volúmenes de manga publicados |
| Número                        | Fecha de lanzamiento          | ISBN                          | Fecha de lanzamiento          | ISBN                          | Fecha de lanzamiento          | ISBN                          |
| ----------------------------- | ----------------------------- | ----------------------------- | ----------------------------- | ----------------------------- | ----------------------------- | ----------------------------- |
| 1                             | 17 de mayo de 2017            | ISBN 978-4-06-395938-3        | 12 de noviembre de 2021       | ISBN 978-84-679-4707-6        | 23 de febrero de 2022         | ISBN 978-6-075-68903-6        |
| 2                             | 14 de julio de 2017           | ISBN 978-4-06-510033-2        | 12 de noviembre de 2021       | ISBN 978-84-679-4707-6        | 23 de marzo de 2022           | ISBN 978-6-075-68963-0        |
| 3                             | 15 de septiembre de 2017      | ISBN 978-4-06-510188-9        | 12 de noviembre de 2021       | ISBN 978-84-679-4708-3        | 27 de abril de 2022           | ISBN 978-6-076-36030-9        |
| 4                             | 17 de noviembre de 2017       | ISBN 978-4-06-510394-4        | 12 de noviembre de 2021       | ISBN 978-84-679-4708-3        | 25 de mayo de 2022            | ISBN 978-6-076-36076-7        |
| 5                             | 16 de febrero de 2018         | ISBN 978-4-06-510969-4        | 28 de enero de 2022           | ISBN 978-84-679-4709-0        | 29 de junio de 2022           | ISBN 978-6-076-36203-7        |
| 6                             | 17 de abril de 2018           | ISBN 978-4-06-511206-9        | 28 de enero de 2022           | ISBN 978-84-679-4709-0        | 27 de julio de 2022           | ISBN 978-6-076-36244-0        |
| 7                             | 15 de junio de 2018           | ISBN 978-4-06-511620-3        | 25 de febrero de 2022         | ISBN 978-84-679-4710-6        | 24 de agosto de 2022          | ISBN 978-6-076-36327-0        |
| 8                             | 14 de septiembre de 2018      | ISBN 978-4-06-512238-9        | 25 de febrero de 2022         | ISBN 978-84-679-4710-6        | 28 de septiembre de 2022      | ISBN 978-6-076-36376-8        |
| 9                             | 16 de noviembre de 2018       | ISBN 978-4-06-513248-7        | 25 de marzo de 2022           | ISBN 978-84-679-4711-3        | 2 de noviembre de 2022        | ISBN 978-6-076-36437-6        |
| 10                            | 17 de enero de 2019           | ISBN 978-4-06-513874-8        | 25 de marzo de 2022           | ISBN 978-84-679-4711-3        | 7 de diciembre de 2022        | ISBN 978-6-076-36562-5        |
| 11                            | 15 de marzo de 2019           | ISBN 978-4-06-514445-9        | 8 de abril de 2022            | ISBN 978-84-679-4712-0        | 19 de diciembre de 2022       | ISBN 978-6-076-36596-0        |
| 12                            | 17 de junio de 2019           | ISBN 978-4-06-515086-3        | 8 de abril de 2022            | ISBN 978-84-679-4712-0        | 1 de febrero de 2023          | ISBN 978-6-076-36680-6        |
| 13                            | 16 de agosto de 2019          | ISBN 978-4-06-515697-1        | 13 de mayo de 2022            | ISBN 978-84-679-4713-7        | 15 de marzo de 2023           | ISBN 978-6-076-36720-9        |
| 14                            | 17 de octubre de 2019         | ISBN 978-4-06-517159-2        | 13 de mayo de 2022            | ISBN 978-84-679-4713-7        | 19 de abril de 2023           | ISBN 978-6-076-36856-5        |
| 15                            | 17 de diciembre de 2019       | ISBN 978-4-06-517549-1        | 23 de junio de 2022           | ISBN 978-84-679-4714-4        | 17 de mayo de 2023            | ISBN 978-6-076-36918-0        |
| 16                            | 17 de marzo de 2020           | ISBN 978-4-06-518167-6        | 23 de junio de 2022           | ISBN 978-84-679-4714-4        | 28 de junio de 2023           | ISBN 978-6-075-78019-1        |
| 17                            | 15 de mayo de 2020            | ISBN 978-4-06-518851-4        | 29 de julio de 2022           | ISBN 978-84-679-4715-1        | 26 de julio de 2023           | ISBN 978-6-075-78072-6        |
| 18                            | 15 de julio de 2020           | ISBN 978-4-06-520106-0        | 29 de julio de 2022           | ISBN 978-84-679-4715-1        | 23 de agosto de 2023          | ISBN 978-6-075-78126-6        |
| 19                            | 17 de septiembre de 2020      | ISBN 978-4-06-520598-3        | 9 de septiembre de 2022       | ISBN 978-84-679-4716-8        | 27 de septiembre de 2023      | ISBN 978-6-075-78243-0        |
| 20                            | 17 de diciembre de 2020       | ISBN 978-4-06-521482-4        | 9 de septiembre de 2022       | ISBN 978-84-679-4716-8        | 8 de noviembre de 2023        | ISBN 978-6-075-78324-6        |
| 21                            | 17 de febrero de 2021         | ISBN 978-4-06-522067-2        | 25 de noviebre de 2022        | ISBN 978-84-679-4717-5        | 20 de diciembre de 2023       | ISBN 978-6-075-78455-7        |
| 22                            | 16 de abril de 2021           | ISBN 978-4-06-522883-8        | 25 de noviebre de 2022        | ISBN 978-84-679-4717-5        | 31 de enero de 2024           | ISBN 978-6-075-78541-7        |
| 23                            | 16 de julio de 2021           | ISBN 978-4-06-524028-1        | 13 de enero de 2023           | ISBN 978-84-679-6012-9        | 21 de febrero de 2024         | ISBN 978-6-075-78581-3        |
| 24                            | 17 de septiembre de 2021      | ISBN 978-4-06-524839-3        | 13 de enero de 2023           | ISBN 978-84-679-6012-9        | 20 de marzo de 2024           | ISBN 978-6-075-78701-5        |
| 25                            | 17 de diciembre de 2021       | ISBN 978-4-06-526284-9        | 14 de abril de 2023           | ISBN 978-84-679-6013-6        | 17 de abril de 2024           | ISBN 978-6-075-78831-9        |
| 26                            | 17 de febrero de 2022         | ISBN 978-4-06-526893-3        | 14 de abril de 2023           | ISBN 978-84-679-6013-6        | 15 de mayo de 2024            | ISBN 978-6-075-78896-8        |
| 27                            | 15 de abril de 2022           | ISBN 978-4-06-527526-9        | 7 de julio de 2023            | ISBN 978-84-679-6014-3        | 19 de junio de 2024           | ISBN 978-6-075-82034-7        |
| 28                            | 17 de junio de 2022           | ISBN 978-4-06-528178-9        | 7 de julio de 2023            | ISBN 978-84-679-6014-3        | 31 de julio de 2024           | ISBN 978-6-075-82226-6        |
| 29                            | 17 de agosto de 2022          | ISBN 978-4-06-528657-9        | 8 de septiembre de 2023       | ISBN 978-84-679-6349-6        | 28 de agosto de 2024          | ISBN 978-6-075-82293-8        |
| 30                            | 17 de noviembre de 2022       | ISBN 978-4-06-529637-0        | 8 de septiembre de 2023       | ISBN 978-84-679-6349-6        | 25 de septiembre de 2024      | ISBN 978-6-075-82414-7        |
| 31                            | 17 de enero de 2023           | ISBN 978-4-06-530344-3        | 7 de diciembre de 2023        | ISBN 978-84-679-6350-2        | 23 de octubre de 2024         | ISBN 978-6-075-82494-9        |

### Anime
La adaptación a serie de anime fue anunciada en junio de 2020, adaptando los arcos Tokyo Manji, Moebius y Valhalla. La serie es producida por Liden Films y dirigida por Koichi Hatsumi. La serie presenta guiones de Yasuyuki Mutō, diseños de personajes de Keiko Ōta, dirección de sonido de Satoki Iida y música compuesta por Hiroaki Tsutsumi. Se estrenó en MBS y otros canales el 11 de abril de 2021. Official Hige Dandism interpretó el tema de apertura, "Cry Baby", mientras que eill interpretó el tema de cierre de la serie "Koko de Iki o Shite" (ここで息をして?). El segundo tema de cierre es "Tokyo Wonder" interpretado por Nakimushi. Crunchyroll obtuvo la licencia de la serie fuera de Asia. Muse Communication obtuvo la licencia de la serie en el sudeste asiático y el sur de Asia y la transmitió en su canal de YouTube y Bilibili.
El 12 de abril de 2021, Crunchyroll anunció doblaje español hispanoamericano, que se estrenó el 29 de mayo de 2021.
El 24 de septiembre de 2022, Crunchyroll anunció que la serie recibiría un doblaje al castellano, que se estrenó el 17 de octubre de 2022.
Una serie de cortos de anime producidos por Studio Puyukai con versiones chibi de los personajes, titulada "ChibiReve" (ちびりべ?), se lanzó en YouTube del 12 de abril al 20 de septiembre de 2021.
El 18 de diciembre de 2021, en un evento del manga, se anunció que el arco "Seiya Kessen" ("Christmas Showdown") sería adaptado al anime. Se estrenó el 8 de enero de 2023. Disney Platform Distribution licenció la segunda temporada en todo el mundo, excepto China.El tema de apertura «White Noise» fue interpretado por Official Hige Dandism. Mientras que el tema de cierre «Kizutsukedo, Aishiteru» (傷つけど、愛してる。) fue interpretado por TUYU.
El 26 de diciembre de 2021, se anunció que el actor de voz Tatsuhisa Suzuki había sido retirado del elenco de voces como la voz de Ken Ryuguji "Draken". El 18 de junio de 2022, se anunció a Masaya Fukunishi como su sustituto.
El 1 de abril de 2023, se anunció la adaptación al anime del arco "Tenjiku".Hey-Smith interpretó el tema de cierre «Say My Name». Se mantuvo el mismo tema de apertura «White Noise» de Official Hige Dandism.
En junio de 2024, se anunció la adaptación al anime de los arcos de Bonten y Las Tres Deidades. Su estreno está previsto para 2026. También se anunció una miniserie, titulada Dōwa Revengers (童話リベンジャーズ?), que consiste en una versión de Tokyo Revengers de varios cuentos de hadas.

### Película de acción real
En febrero de 2020 se anunció una adaptación de la serie a película de acción real. La película está dirigida por Tsutomu Hanabusa , con guiones de Izumi Takahashi y música de Yutaka Yamada. El elenco incluye a Takumi Kitamura, Yūki Yamada, Yosuke Sugino, Nobuyuki Suzuki, Hayato Isomura, Shotaro Mamiya, Ryo Yoshizawa y Mio Imada. El tema principal de la película es "Namae wo Yobu yo" (名前を呼ぶよ?) interpretado por Super Beaver. En abril de 2020, se anunció que el equipo de filmación detuvo el rodaje debido a la pandemia de COVID-19. La película estaba originalmente programada para estrenarse en Japón el 9 de octubre de 2020, pero en junio de 2020, la película se retrasó debido a los efectos continuos de COVID-19. En marzo de 2021, se anunció que la película había sido reprogramada para estrenarse el 9 de julio de 2021.

### Obra de teatro
Una adaptación de la serie a obra de teatro producida por Office Endless se presentó del 6 al 22 de agosto de 2021, con espectáculos en Tokio, Osaka y Kanagawa. Fue dirigida por Naohiro Ise.

## Obras relacionadas
- Tōdai Revengers (東大リベンジャーズ): Parodia cómica de Tokyo Revengers, escrita por Shinpei Funatsu. Publicada en Magazine Pocket de Kodansha, esta obra no forma parte del canon de Tokyo Revengers. Aunque se inspira en la serie original, tiene un tono humorístico y satírico.

## Videojuegos
- Tokyo Revengers PUZZ REVE! Road to National Domination (2022, Japón) (2023, Global)[120]
- Tokyo Revengers: Last Mission (6 de noviembre de 2024) [121]
- Tokyo Revengers UNLIMITED (2026)[122]

## Recepción

### Popularidad
En 2021, Tokyo Revengers ganó en la categoría de anime de los Yahoo! Japan Search Awards, según el número de búsquedas de un término en particular en comparación con el año anterior. La serie encabezó la lista de "Rankings de Tendencias Seleccionados por Adolescentes en 2021" por Mynavi Teens Lab de Mynavi Corporation, que realiza investigación y marketing para adolescentes. La serie de anime fue destacada por Nikkei Entertainment como uno de los mayores éxitos de 2021, clasificada como el programa de transmisión más visto para el público masculino y femenino.

### Manga

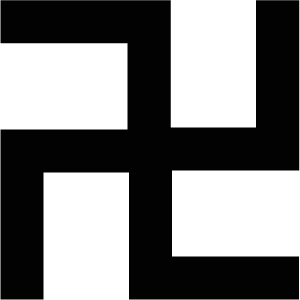
La esvástica budista (manji) fue suprimida en la versión del anime para los países occidentales.

En 2020 el manga ganó el Premio de Manga Kōdansha en la categoría shōnen. La serie ocupó el noveno lugar en la lista de "Libro del año" de 2021 de la revista Da Vinci.

#### Ventas
|                 | Copias en circulación |
| --------------- | --------------------- |
| Febrero 2020    | 3 millones            |
| Mayo 2021       | 17 millones           |
| Junio 2021      | 20 millones           |
| Julio 2021      | 25 millones           |
| Agosto 2021     | 35 millones           |
| Septiembre 2021 | 40 millones           |
| Diciembre 2021  | 50 millones           |
| Julio 2022      | 65 millones           |

### Anime
En 2021, las versiones occidentales localizadas del anime censuraron el símbolo budista de la esvástica manji (卍) utilizado por la Tokyo Manji Gang, para evitar una posible controversia que pueda surgir de la confusión con el símbolo de la esvástica nazi (卐) de aspecto similar. La eliminación, llevada a cabo por los licenciantes japoneses y que afecta a todas las versiones del anime distribuidas oficialmente fuera de Japón, ha demostrado ser controvertida, ya que algunos fanáticos han criticado la versión resultante tanto por motivos técnicos como de libertad de expresión. Sin embargo, los lanzamientos oficiales del sudeste asiático y del sur de Asia de la serie por Muse Communication comenzaron a lanzar las versiones sin censura más adelante, dejando a Crunchyroll como el único sitio oficial de transmisión fuera de Japón que tiene el anime censurado.